# Abul-Qasim Babur Mirza
Abul-Qasim Babur Mirza, död 1457, var en monark ur timuriderdynastin. Han var regerande sultan i Timuriderriket mellan 1449 och 1457.